# Тавда (місто)
Тавда́ (рос. Тавда) — місто, центр Тавдинського міського округу Свердловської області.

## Географія
Місто розташоване за 360 км на північний схід від Єкатеринбургу та за 100 км на північ від Тюмені, на правому березі річки Тавда (притока Тоболу, басейн Обі).

## Походження назви міста
Місто назване по назві річки, на березі якої розташоване. У свою чергу назва річки Тавда походить від мансійського слова «Таут» — «річка».

## Історія
Перше поселення з'явилося в середині 1870-их років поблизу гирла річки Каратунки, біля суконної фабрики купця Ушкова, більш відомої як Андріївської (за прізвищем останніх власників). Населення фабричного маєтку на рубежі століття доходило до 2000 осіб. Можна припустити, що друге поселення на місці сучасної Тавди з'явилося в 1880-ті роки. Поселенці прийшли з села Саїтково. 1895 року повітовою межовою конторою був складений план нового селища. Село Каратунка (нині вулиця Каратунка) розвинулася в одну вулицю уздовж берега Тавди. 1910 року побудована шпалорізна установка для потреб споруджуваного Транссибу. 1916 року була побудована залізнична станція Тавда. У січня 1917 року здана в експлуатацію залізнична лінія Шарташ — Тавда.
З появою залізниці в Тавді почалася активна індустріалізація. Були побудовані суконна фабрика, лісокомбінат, корабельня, лижна фабрика, рибзавод, фанерний комбінат, гідролізний і механічний заводи.
20 липня 1937 року Тавда отримала статус міста. 1947 року був побудований створений механічний завод, що нині випускає автомобільні причепи — ТОВ «Тавдинський машинобудівний завод».

## Населення
Населення — 35421 особа (2010, 40686 у 2002).

## Персоналї
- Морозов Павло Трохимович (Павлик Морозов)